# Albert Willimsky
Albert Willimsky né le 29 décembre 1890 à Głogówek, arrondissement de Neustadt-en-Haute-Silésie en Silésie prussienne, mort le 22 février 1940 au Camp de concentration de Sachsenhausen est un prêtre catholique allemand, assassiné par les nazis. Défenseur des droits des travailleurs forcés polonais, il a été torturé à mort dans un des camps de concentration nazis.

## Vie
Après avoir passé son baccalauréat, il commence les études à la faculté théologique de l’Université de Wrocław. Pendant la Première Guerre mondiale il suspend ses études pour devenir infirmier puis radiotélégraphiste. Le 22 juin 1919, il reçoit les ordres à la cathédrale de Wrocław et devient vicaire à Bytom. Dans les années 1922-1924, il est prêtre de la paroisse de Sainte-Marie à Berlin-Kreuzberg.
En 1933, quand il est prévôt à Friesack dans l’arrondissement du Pays de la Havel, il se montre ouvertement critique envers le nazisme, ce qui le conduit à un conflit avec les pouvoirs locaux. En mars 1935, il doit quitter cette paroisse et commence à travailler à Gransee où il est prévôt jusqu’en 1939. En octobre 1938, il est arrêté pour la première fois par la Gestapo. Le 1er mai 1939, il est libéré et envoyé à la paroisse de Podjuchy, la seule paroisse romaine à Szczecin du côté droit (alors de la partie polonaise). C’est là qu'il est confronté au problème des ouvriers obligatoires polonais travaillant dans des conditions difficiles. La critique du nazisme et la protection des ouvriers mentionnés lui valent d’être dénoncé en janvier 1940, puis arrêté à nouveau et envoyé dans le camp de concentration nazi d'Oranienburg-Sachsenhausen. Il y décédera quelques semaines plus tard.

## Hommage
- Un parc à Szczecin, où il a travaillé dans les années 1939-1940, porte son nom[2].
- Des plaques commémoratives dans la cathédrale Sainte-Edwige à Berlin, aux églises Saint-Joseph et Saint-Paul à Berlin.
- Une plaque commémorative à Gransee, consacrée aussi au prêtre Paul Bartsch.

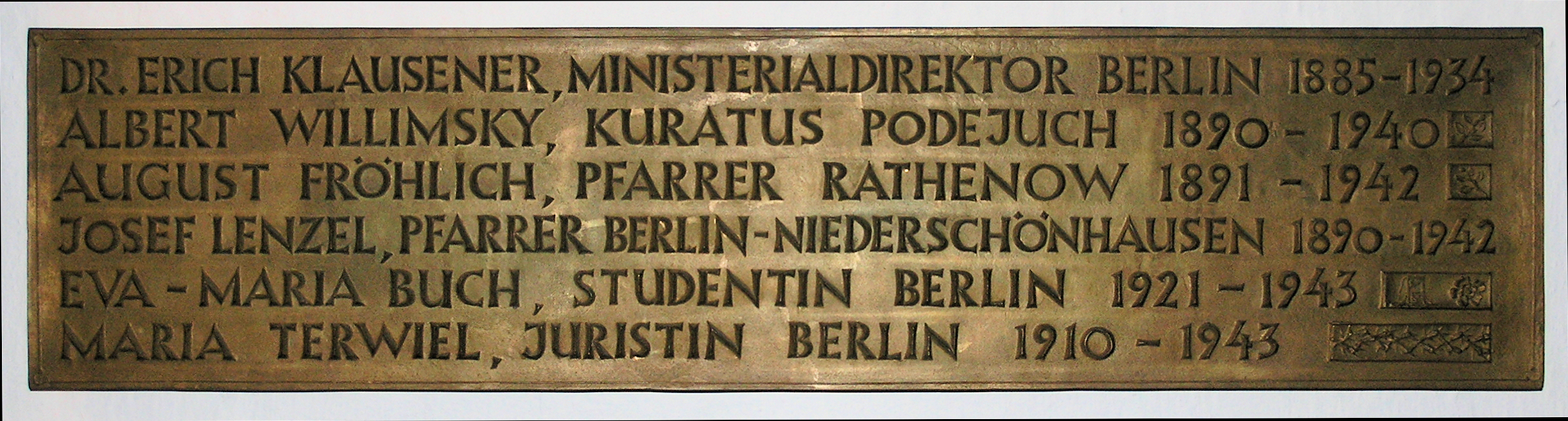
Une partie de la plaque commémorative qui se trouve à la cathédrale Sainte-Edwige de Berlin, à l’intention des catholiques de l’archidiocèse de Berlin tués pendant la guerre.